# كريس آنستي
كريس آنستي (بالإنجليزية: Chris Anstey) مواليد 1975 في ملبورن، هو لاعب كرة سلة أسترالي سابق أصبح مدرباً. بدأ مسيرته الاحترافية في سنة 1994. تم اختياره من قبل فريق بورتلاند ترايل بلايزرز خلال الدرافت. يبلغ طوله 7 قدم 0 بوصة (2.1 م). مثّل منتخب بلاده. شارك في دورة الألعاب الأولمبية الصيفية سنة 2000. اعتزل اللعب في 2010.

## المسيرة الاحترافية
لعب مع ملبورن يونايتد في الدوري الأسترالي في سنة 1994، ثم لعب مع دالاس مافيريكس من سنة 1997 إلى 1999، ثم لعب مع شيكاغو بولز في موسم 1999–2000، ثم لعب مع ملبورن يونايتد في الدوري الأسترالي من سنة 2005 إلى 2010.

## سجل المنافسة
شارك في المنافسات التالية:
- الألعاب الأولمبية الصيفية 2000
- الألعاب الأولمبية الصيفية 2008

## إحصائيات المسيرة

### الرابطة الوطنية لكرة السلة
| السنة          | الفريق         | لعب | بدأ | دقيقة | ميداني% | ثلاثية | حرة  | ارتداد | صنع | استلاب | تصدي | نقطة |
| -------------- | -------------- | --- | --- | ----- | ------- | ------ | ---- | ------ | --- | ------ | ---- | ---- |
| دالاس مافيريكس | دالاس مافيريكس | 41  | 8   | 16.6  | .398    | .188   | .716 | 3.8    | 0.9 | 0.8    | 0.7  | 5.9  |
| دالاس مافيريكس | دالاس مافيريكس | 41  | 4   | 11.5  | .360    | .000   | .708 | 2.4    | 0.7 | 0.4    | 0.3  | 3.3  |
| شيكاغو بولز    | شيكاغو بولز    | 73  | 11  | 13.8  | .442    | .167   | .789 | 3.8    | 0.9 | 0.4    | 0.3  | 6.0  |
| المسيرة        | المسيرة        | 155 | 23  | 13.9  | .413    | .138   | .789 | 3.4    | 0.8 | 0.5    | 0.4  | 5.2  |

## روابط خارجية
- كريس آنستي على موقع الاتحاد الدولي لكرة السلة (الإنجليزية)
- كريس آنستي على موقع إن بي أي (الإنجليزية)
- كريس آنستي على موقع سبورتس رفرنس (الإنجليزية)
- كريس آنستي على موقع الدوري الإسباني لكرة السلة (الإسبانية)
- كريس آنستي على موقع كرة السلة الأوروبية.كوم (الإنجليزية)
- كريس آنستي على موقع ريلجم (الإنجليزية)
- كريس آنستي على موقع بروبوليرز (الإنجليزية)
- كريس آنستي على موقع سبورتس رفرنس (الإنجليزية)
- كريس آنستي على موقع أوليمبيديا (الإنجليزية)
- كريس آنستي على موقع اللجنة الأولمبية الأسترالية (الإنجليزية)